# Ferrocarril de Echizen
Ferrocarril del Echizen (えちぜん鉄道株式会社 Echizen Tetsudō Kabushiki Kaisha?) es una compañía de ferrocarril en la Prefectura de Fukui, Japón que cuenta con dos líneas.

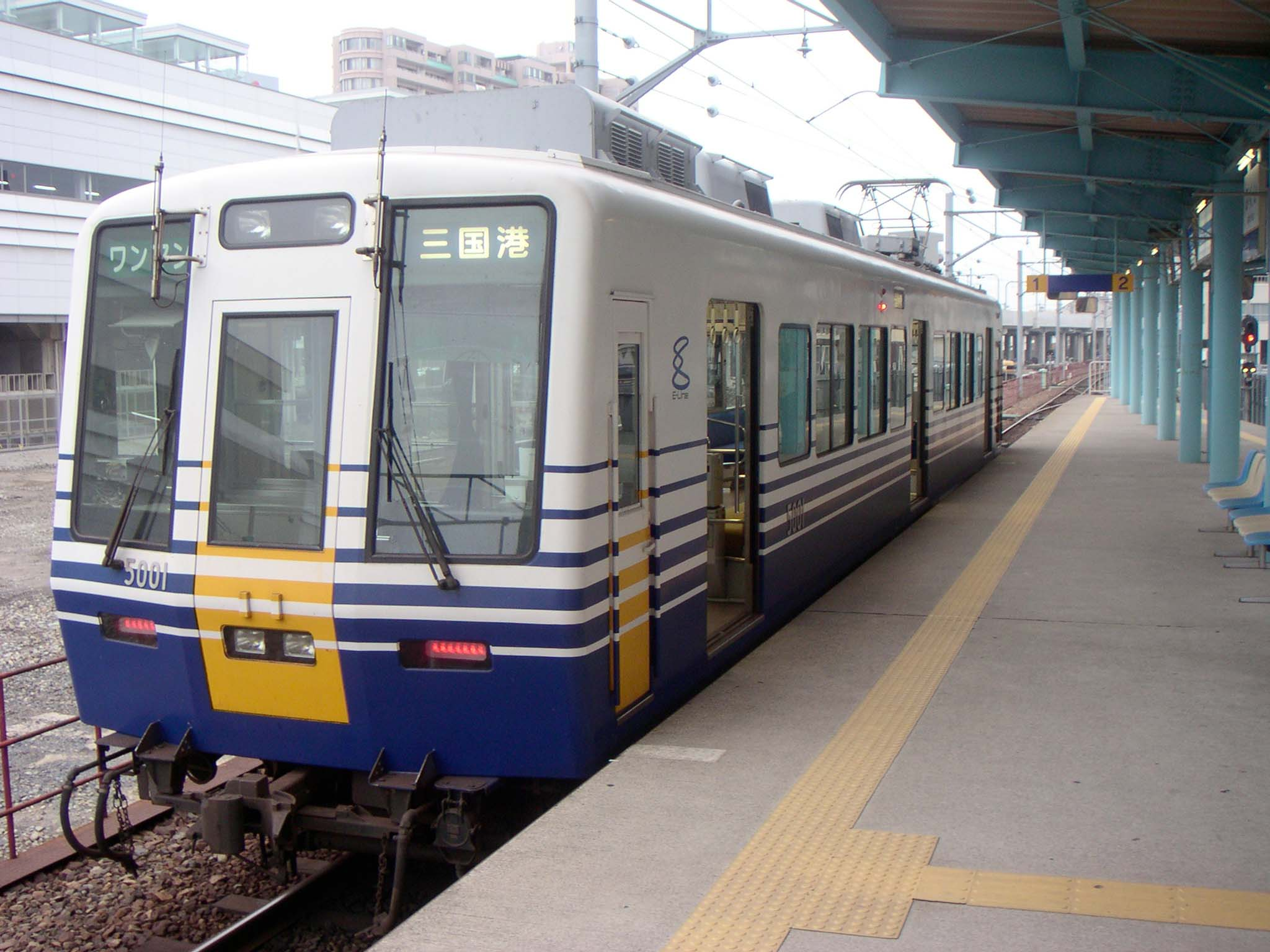
Tren tipo MC5001 en la Estación de Fukui.

- Línea Katsuyama Eiheiji que une las ciudades de Fukui (Fukui) y Katsuyama (Fukui).
- Línea Mikuni Awara que une las ciudades de Fukui (Fukui) y Mikuni (Fukui).